# 阿杜環礁
阿杜環礁，又称塞努环礁，是馬爾代夫的環礁，位於印度洋海域，是該國最南面的環礁，位于南半球(赤道以南)，由23座島嶼組成，土地面積9.41平方公里，潟湖面積76.71平方公里，潟湖最大水深78.6米，人口28,000。
其中Villingili島嶼設有香格里拉酒店，也是阿杜環礁唯一的酒店。